# Aeroportul Zamora
Aeroportul Zamora (IATA: ZMM, ICAO: MMZM) este un aeroport din Mexic ce deservește zona Zamora⁠(d). A fost numit după zona deservită.
aeroportul dispune de o singură pistă.